# 温血性
温血性（warm-bloodedness），尽管此术语科学界已不再使用，原指某些动物无论环境温度如何，都能保持相对恒定的内部温度（哺乳动物约为37°C，鸟类约为40°C）。
温血动物（warm-blooded animal）是指体温通常高于其生存环境温度的动物种类。特别是恒温动物（包括鸟类和哺乳类）通过调节新陈代谢过程来保持稳定的体温。其他物种则具有不同程度的体温调节能力。
由于动物所采用的体温调节方式不止两类，因此“温血”和“冷血”这两个术语在科学界已不再使用。

## 术语学
一般来说，温血性指的是三种不同的体温调节类别：
- 内温性（endothermy）：是指某些生物通过内部手段（如肌肉颤抖或提高新陈代谢）来控制体温的能力。内温性的对立面是外温性（ectothermy）。

- 恒温性（homeothermy）：是能维持稳定的内部体温，不受外界影响和温度变化的影响。这种稳定的内部体温通常高于周围环境的温度。其对立面是变温性（poikilothermy）。目前已知具恒温性的动物只有哺乳类和鸟类，以及一种蜥蜴——阿根廷黑白泰加蜥（Argentine black and white tegu）。一些非鸟类恐龙以及一些已灭绝的爬行类，如鱼龙目、翼龙目、蛇颈龙目动物，据信也具有恒温性。

- 快速代谢[9]（tachymetabolism）：是能维持着较高的静息代谢水平。从本质上说，高代谢率的生物始终处于“起动”状态（"on" state）。尽管它们的静息代谢率仍比活跃代谢率慢很多倍，但这种差异通常不像慢速代谢[10]（bradymetabolism）生物那样大。快速代谢率生物较难应对食物匮乏。